# Birchenough Bridge
Il Birchnough Bridge è un ponte ad arco
situato in Zimbabwe.

## Descrizione

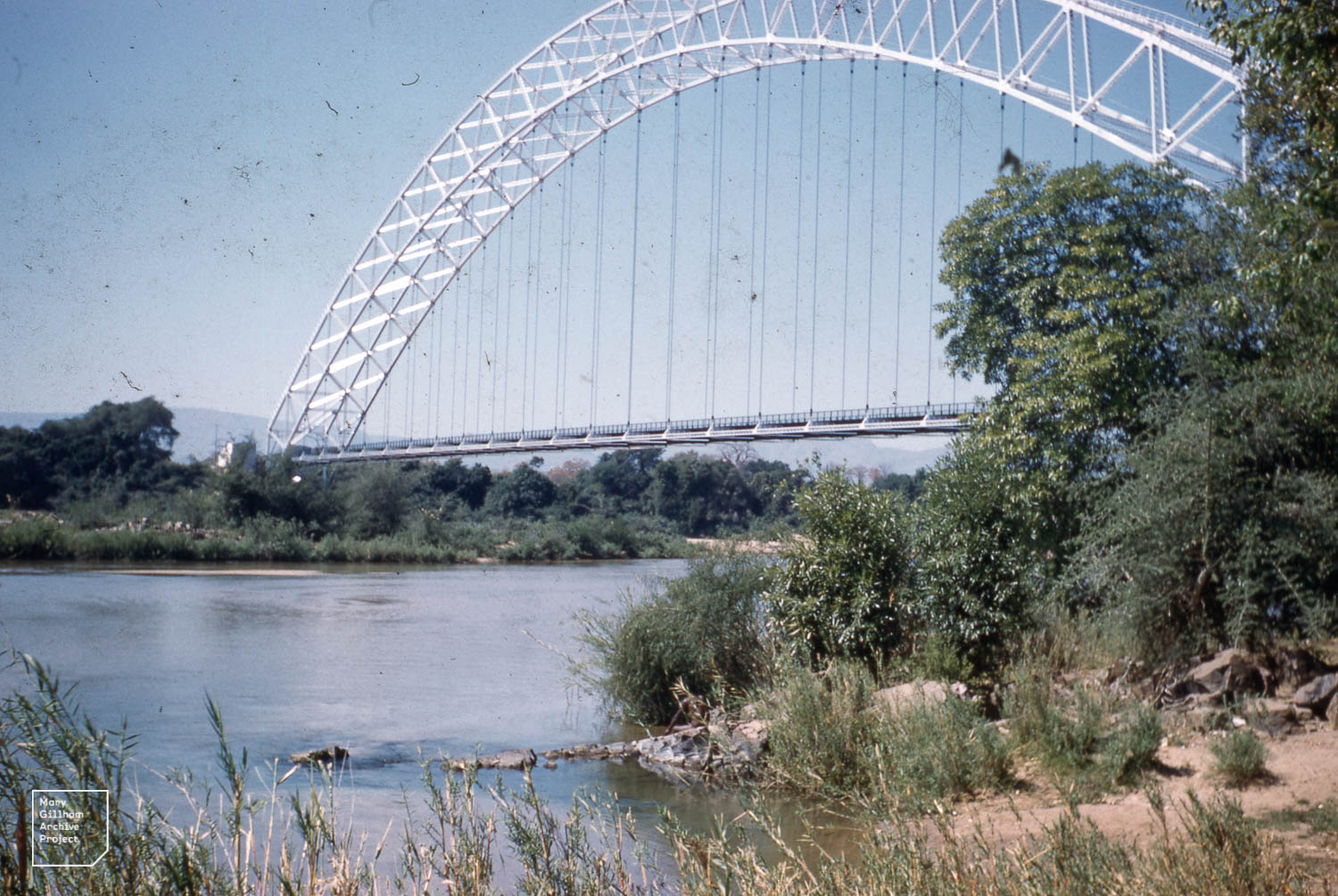
Vista del ponte

Il ponte attraversa il fiume Sabi e prende il nome da Sir Henry Birchenough. Il ponte Birchenough si trova a 62 km da Chipinge nella provincia di Manicaland e collega Chipinge con Buhera. Fu costruito nel 1935.